# Escudo del Guaviare
El Escudo del Guaviare es el principal emblema y uno de los símbolos oficiales del departamento colombiano de Guaviare. Originalmente fue creado por José Antonio Escudero, cuando el hoy departamento era aún una comisaría.

## Blasonado
Escudo ovalado, el cual se divide en tres franjas horizontales; la primera sobre fondo sinople muestra un hacha y un machete cruzados; la segunda franja sobre fondo azul cielo muestra un sol naciente; y la tercera franja en sinople contiene algunos accidentes geográficos, como una llanura y un río. Ejercen como soporte del escudo dos peces de clase dorado, y cuatro banderas departamentales. Posee el escudo dos cintas, la superior de oro y la inferior de gules. La cinta de oro lleva el lema “GUAVIARE” en gules, y la de gules el lema “SEMILLAS DE PROGRESO” en plata.

## Diseño y significado de los elementos
El escudo consta de un campo terciado en faja. En dichos campos se sitúan los siguientes elementos:
- La faja superior, de color verde, contiene un hacha y un machete cruzados, símbolo del trabajo de los colonizadores.

- La faja media, de color azul celeste, muestra un sol naciente de oro como símbolo de luz, futuro y esperanza.

- La franja inferior, de color verde, contiene los accidentes geográficos que hacen referencia al río Guaviare y la selva que cubre el territorio.

El escudo tiene como soportes dos peces de clase dorado que simbolizan la fauna y riqueza de los ríos, caños y lagunas. Igualmente rodeando el escudo se encuentran 4 banderas departamentales.
Sobre el escudo hay una cinta de oro con el nombre del departamento en letras rojas, y en la base del mismo otra cinta, en gules, con el lema “Semillas de Progreso”. 